# Середньотретинний спалах ігнімбриту

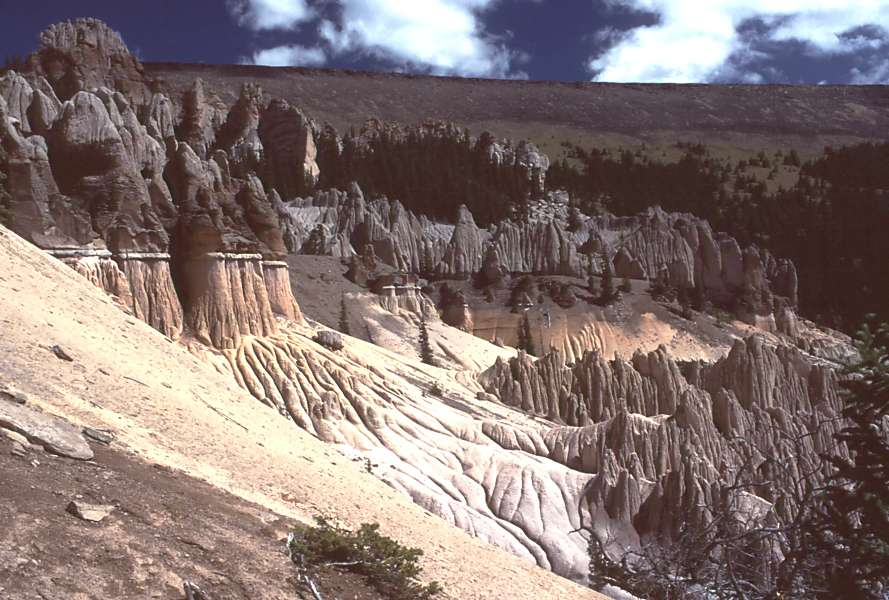
Геологічна зона Вілера, гірські породи комплексу кальдери Сан-Луїс

Середньотретинний спалах ігнімбриту — драматичний період вивержень вулканів середини кайнозою, приблизно 25—40 мільйонів років тому, з центром на заході США. Ці виверження сьогодні розглядаються як відкладення ігнімбриту, пірокластичного матеріалу, який був відкладений в результаті цих вивержень. 

## Огляд
Під час спалаху відбулися численні виверження. Загальний обсяг включає 5х105 км 3 зольного потоку туфу і 5х106 км3 проміжної і кремнієвої лави. Ця кількість дорівнює деяким з найбільших невибухонебезпечних вулканічних провінцій (див. Список найбільших вулканічних вивержень. Для довідки, виверження  вулкана гори Сент-Геленс у 1980 році становило близько 1 км3. Найбільшим виверженням під час спалаху, а також найбільшим вибуховим виверженням з коли-небудь відомих, був туф Туф Фіш-Каньйон на південному заході Колорадо. Тільки його обсяг становить 5 000 км3. Трьома основними вулканічними центрами спалаху є Вулканічне поле Центральної Невади у центральній  Неваді, Вулканічне поле Індіан-Пік у східній Неваді/західній  Юті, і Вулканічне поле Сан-Хуан у Колорадо.

## Причина
Основною тектонічною рушійною силою цієї вибухової вулканічної активності є тектоніка плит. Під час Ларамійського орогенезу, Плита Фараллон зазнала субдукції під дуже малим кутом. Коли це припинилося, мантійний клин було розкрито, і результатом став спалах. Специфіка цього відкриття, включаючи можливий відкат плити, може пояснити конкретні вулканічні тенденції під час спалаху.